# گیوم کولیه
گیوم کولیه (انگلیسی: Guillaume Quellier؛ زادهٔ ۲۵ ژوئن ۱۹۸۶) بازیکن فوتبال اهل فرانسه است.
از باشگاه‌هایی که در آن بازی کرده‌است می‌توان به باشگاه فوتبال استاد رنس و باشگاه فوتبال کان اشاره کرد.